# Robert Guéï
Robert Guéï (Kabakouma, 16 marzo 1941 – Abidjan, 19 settembre 2002) è stato un politico e militare ivoriano.
È stato capo di Stato militare della Costa d'Avorio dal dicembre 1999, ottenendo il potere tramite un colpo di Stato e rimanendo in carica per circa dieci mesi, ossia fino all'ottobre 2000.
Fu ucciso durante un assalto armato nel settembre 2002.